# Отырба, Алла Аслановна
Алла Аслановна Отырба (19 сентября 1950, Сухуми, Абхазская ССР) — советская и абхазская пианистка.
Заслуженная артистка Абхазской АССР (1982), Народная артистка Республики Абхазия (2013), кандидат философских наук (1984).
Первая профессиональная пианистка в истории музыкальной культуры Абхазии, посвятившая свою профессиональную жизнь сольной концертной деятельности. Именно с ее именем связаны зарождающиеся национальные традиции сольной концертной формы исполнительства Абхазии.

## Биография
Родилась в Сухуме в семье общественного и государственного деятеля Абхазии Аслана Тамшуговича Отырба.
В 1967 году окончила Сухумскую СШ № 10 с серебряной медалью. Параллельно обучалась в музыкальном училище. Учась в училище, выступала с сольными программами, а также в сопровождении государственного симфонического оркестра в залах Сухумского музыкального училища и  Абхазской Государственной Филармонии.

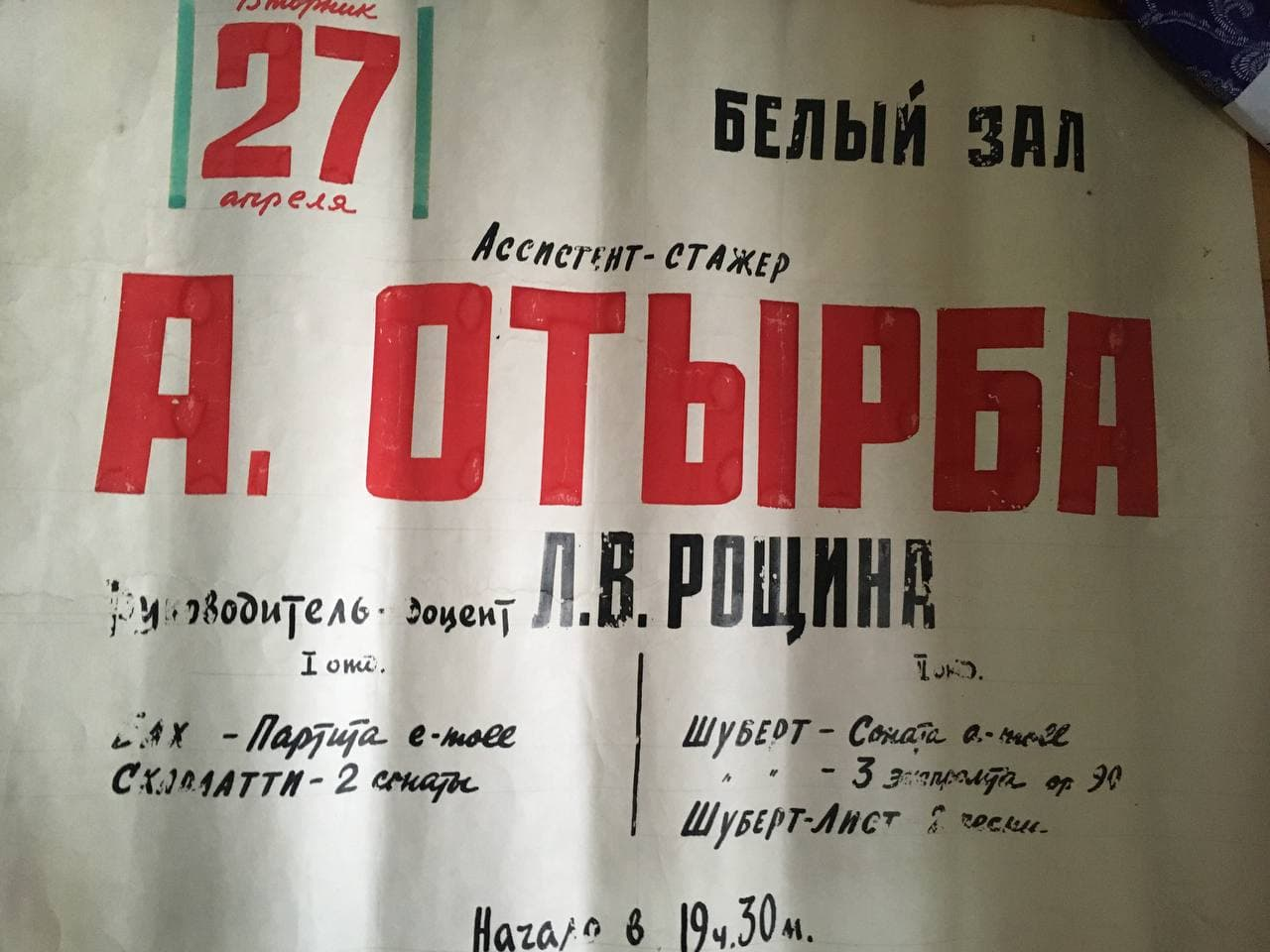

В 1968 окончила Сухумское музыкальное училище с отличием по классу фортепиано у заслуженного педагога Абхазской АССР и Грузинской ССР Тамары Иосифовны Лолуа.
1968—1973 студентка фортепианного факультета Тбилисской консерватории (диплом с отличием с квалификацией «концертного исполнителя, солиста камерного ансамбля, концертмейстера, педагога»). Поступила в класс профессора Шиукашвили Ванды Николаевны, закончила обучение у Корсантия Светланы Николаевны. На государственном экзамене исполняла: И. С. Бах "Прелюдия и фуга до-диез-минор I том, Моцарт «Соната № 18», Скрябин «Соната № 4», Дебюсси «Бергамасская сюита», Шопен «Концерт № 1 для фортепиано с оркестром ми-минор».

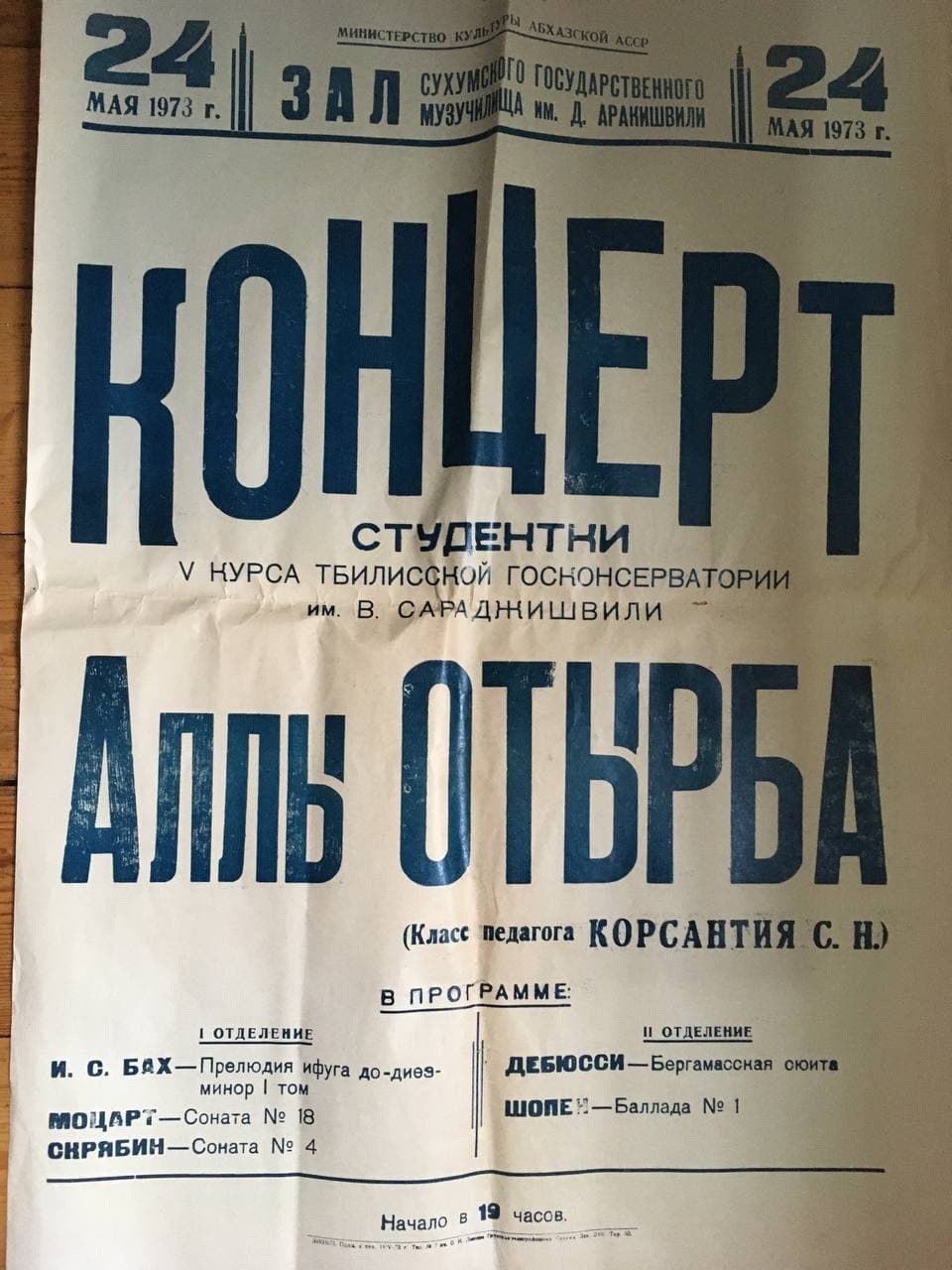

В 1973 году в Абхазской государственной филармонии исполняет концерт Шопена № 1 для фортепиано с оркестром под управлением дирижера из Мексики Эррера де ля Фуэнте.
1973—1975 педагог специального фортепиано Сухумского музыкального училища.
1975—1977 поступает и заканчивает ассистентуру-стажировку по классу фортепиано Московской консерватории в классе профессора Людмилы Владимировны Рощиной.
в 1978 поступает в аспирантуру по специальности «Эстетика» в Московскую консерваторию. В рамках работы над диссертацией была создана проблемная группа «Путь в музыку». Беседы-концерты проводились в ПТУ при фабрике «Большевик» и воинской части в Балашихе Московского военного округа.
В 1984 защитила диссертацию на тему «Методологические и теоретические принципы разработки и функционирования систем массового художественного воспитания» в Московском Государственном Университете им. Ломоносова, кандидат философских наук .
С 1973 солистка Абхазской государственной филармонии.
В 1974 году получает право на сольную концертную деятельность решением комиссии Госконцерта СССР.
В  70–80 годы на тбилисском телевидении были записаны отдельные произведения.
С 1973 по сегодняшний день ведёт сольную концертную деятельность.

## Гастроли
В советский период принимала участие в днях культуры Абхазской АССР в Тбилиси и Москве. В Тбилиси дни проходили в Тбилисской филармонии.
С 1977 ежегодно выступает в летних сезонах концертного зала Пицундского храма, с сольными концертами в Гаграх, Пицунде, Сухуми.
В 2001 была участником международного фестиваля классической музыки «Пицунда-2001».
В 2002 выступила с оркестром «Musica Viva» под управлением дирижера Феликса Коробова в рамках фестиваля «Хибла Герзмава приглашает» (Пицунда).
В 2009—2012 с солистами филармонии в рамках проекта «Россия — Абхазия. Культурные сезоны» участвовала в гастрольных концертах в российских гг. Калининград (Калининградская областная филармония им.Е.Ф.Светланова), Уфа (Малый зал Башкирской государственной филармонии), Челябинск (органный зал Челябинской филармонии).
В 2018 гастроль в Нижний Новгород (Большой зал Нижегородской государственной консерватории им.М.И.Глинки)

## Научная деятельность
С 2001 - научный сотрудник , с 2008 - заведует отделом искусства АбИГИ им. Д. И. Гулиа АНА. Сфера научных интересов:  профессиональное музыкальное исполнительское искусство Абхазии.

## Репертуар
В репертуаре пианистки произведения классической фортепианной музыки с XVII по XX века и абхазские фортепианные произведения, которые составили два блока концертной программы. Бах, Скарлатти, Моцарт, Рахманинов, Шопен, Лист, Дебюсси  и другие композиторы, сочинения абхазских композиторов: Раждена Гумба, Алексея Чичба, Валерия Чкадуа, Петра Петрова, Нодар Чанба.
Алла Отырба первая исполнительница многих произведений для фортепиано, нередко не опубликованных, абхазских композиторов Нодара Чанба, Раждена Гумба, Алексея Чичба, Валерия Чкадуа, Петра Петрова. Исполнение некоторых сохранилось в радиофонде Абхазии.
В 1981 на фирме «Мелодия» записала грампластинку с концертом для фортепиано № 1 с оркестром композитора Петра Петрова (дирижер Анатолий Хагба).
Выступала с Государственным симфоническим оркестром Абхазии под управлением дирижёров Льва Джергения, Яшара Иманова, Анатолия Хагба, Эррера де ля Фуэте (Мексика) и др., исполняя фортепианные концерты Баха, Моцарта, Шопена, Листа, Равеля, Сен-Санса.

## Избранная библиография
Некоторые вопросы музыкально-художественного воспитания в современном мире // Алашара. 1983 (абх. яз.);
Амузыка Адунеиахь амюа (Путь в музыку) // Аԥсны айазара. 1983, № 2 (абх. яз.). С.2-3

## Награды
Заслуженная артистка Абхазской АССР (1982), Народная артистка Республики Абхазия (2013)

## Семья
Отец — Аслан Тамшугович Отырба (1910—1990) государственный и общественный деятель Абхазии.
Мать — Татьяна Еснатовна Конджария-Отырба (1920—2000) — заслуженный педагог Грузинской ССР, Абхазской АССР.
Сестра старшая — Елена Аслановна Отырба (1948—1993) — физик, к.ф.м. наук.
Сестра младшая — Людмила Аслановна Отырба (р. 1953) — заслуженный врач РА, кардиолог.
Супруг — Рэм Естатович Багапш (1938—1998)
Дочь — Татьяна Багапш (р. 1992)

## Дискография
1982 — Симфоническая музыка композиторов Абхазии (Мелодия)
Сторона 1
П.Петров Концерт для фортепиано № 1 с оркестром в трех частях
К. Ченгелия. Абхазское каприччио
Р. Гумба. Радость, Симфоническая картинка
Алла Отырба, фортепиано
Симфонический оркестр телевидения и радио Грузии
Дирижер Анатолий Хагба
Сторона 2
Л. Чепелянский. Дмитрий Гулия, поэма
М. Берикашвили. Песнь раненого
А. Чичба. Интермеццо
Симфонический оркестр телевидения и радио Грузии
Дирижер Тариел Дугладзе